# イザベラ (映画)
『イザベラ』（原題：伊莎貝拉、英題：Isabella）は、中国返還前のマカオを舞台とした2006年の香港映画。

日本では同年の第19回東京国際映画祭「アジアの風」部門で上映。2009年に日本版DVDが発売された。

## キャスト
- チャップマン・トウ - 馬振成（マー刑事/マー・ジャンセン）
- イザベラ・リョン - 張碧欣（ヤン/チョン・ビッヤン）
- デレク・ツァン - 張碧欣の同級生
- JJ・ジャー - 張麗華（チョン・ライワー）
- 田朴珺 - 阿瓊
- アンソニー・ウォン - 馬振成の上司
- スティーブン・チョン - 馬振成の少年時代
- チム・ソイマン - アパートの大家
- ジョシー・ホー - （ゲスト出演）
- ショーン・ユー - （ゲスト出演）

## スタッフ
- 監督：パン・ホーチョン
- 脚本：パン・ホーチョン、キーラン・パン、デレク・ツァン、ジミー・ワン
- 撮影：チャーリー・ラム
- 編集：ヴェンダース・リー
- 音楽：ピーター・カム

## 受賞
- 第56回ベルリン国際映画祭、最優秀音楽賞
- 第27回ポルトガルポルト国際映画祭、最優秀主演女優賞（イザベラ・リョン）
- 第26回香港電影金像奨、最優秀音楽賞

## 日本での上映など
※日本公開日を2011年のパン・ホーチョン特集での上映日としている場合が多いが、それ以前に様々な映画館で上映されている。
- 2006年10月 第19回東京国際映画祭「アジアの風」部門で上映　※ジャパン・プレミア（パン・ホーチョン監督も来日）
- 2007年12月 シネマヴェーラ渋谷の特集上映「アンソニー・ウォン 遊侠一匹」にて上映[3][4]
- 2009年01月 シネマート六本木の『ブラッド・ブラザーズ -天堂口-』公開記念特集上映「香港電影天堂」にて上映[5]
- 2009年11月 京都みなみ会館にて期間限定上映[6]　※関西初上映（パン・ホーチョン監督作品の東京以外の上映も初である）
- 2011年05月 『ドリーム・ホーム』公開記念としてパン・ホーチョン監督の特集上映「パンホーチョン、お前は誰だ」において東京･大阪･名古屋他で上映[7]

## DVD
- 2009年11月27日に、SPOから日本版DVDが発売された。（パン・ホーチョン監督の作品としては初の日本版発売作品となる）

※DVDならびに特集上映での日本語字幕は東京国際映画祭上映時の字幕とは翻訳担当者が異なる。